# قلعة المعظم
قلعة المعظم الأثرية هي قلعة تاريخية تعد من آثار العصور الإسلامية المتأخرة، وتقع جنوب شرق مدينة تبوك بمركز المعظم؛ أنشئت سنة 1031 هـ الموافقة لسنة 1622م في عهد السلطان العثماني عثمان الثاني، وهي من منازل الطريق الشامي، وتعد من أكبر القلاع العثمانية التي كانت تستخدم لمراقبة الحجيج وحمايتهم، وتشمل برّكة المعظم ومحطة سكة الحديد، حيث يوجد على واجهة هذه القلعة أربعة نقوش تأسيسية لبنائها.

## الوصف العام
يشتمل المعظم على قلعة قديمة يوجد بداخلها بئر مطوية بالحجارة، ويوجد بالقرب منها بركة كبيرة يتميز بناؤها بأنه مربع الشكل، إضافة إلى بئرين مطويتين، كما تشتمل المعظم على ثلاثة مباني للسكة الحديدية شيدت من الحجر المشذب، إلى جانب وجود خزان علوي للماء.
تعتبر القلعة مستطيلة الشكل، وفي وسطها ساحة متسعة وحولها الغرف والأدراج والممرات العلوية المحيطة بها، وللقلعة أربعة أبراج دائرية مقامة في أركانها الأربعة، ولها مدخل واحد، وهي مبنية باستخدام الحجارة المهذبة بشكل منتظم بارتفاع طابقين ويعلوهما إضافة تمثل سور حماية يعلو الممر الداخلي، وتخلو واجهاتها الأربعة من أية نوافذ إلا فتحات صغيرة تمثل الطلاقات التي استخدمت للحماية. وللقلعة مدخل كبير ومميز اذ يعلوه قوس يخفي خلفة فتحات للحماية، وعلى جانبيه مقاعد حجرية، ويليه فتحة باب مستطيلة الشكل يعلوها نقش حجري.
وعلى جانبي المدخل نقشان حجريان نقش على أحدهما كتابة تركية. ويستدل من أحد النقوش على اسم المُعلم الذي بنى القلعة وهو علي ابن محمد المعمارباشي بدمشق الشام، وعلى جانبي كتفي المدخل نقشان لصورة أسد. كما يعلو المدخل الرئيس بروز معماري حجري قائم على خمسة أحجار بارزة عن حد الواجهة الأمامية، وفيه شباك صغير مستطيل الشكل يعلوه شكل مثلثي. وبداخل القلعة بئر مطوية بالحجارة، كما توجد بجوارها بركة كبيرة مربعة الشكل الي جانب بئرين مطويين.

## سبب البناء
بنيت لحماية برّكة المعظم -التي بنيت قبلها في العصر الأيوبي- من المفسدين ولتكون واحة امداد في الطريق البري بين تبوك ومدينة العلا.

## التسمية
تم تسمية القلعة بـ قلعة المعظم نسبة للمكان الذي تقع فيه هذه القلعة، وهذا المكان كان يسمى قديما بالحاكة ثم تحولت إلى اسم الملك المعظم الأيوبي ابن أخ صلاح الدين فهو أول من بنى البركة المشهورة.

## سقوط القلعة
بعد عشر سنوات من بنائها قال الكبريتي 1040 هـ (1631م): أن القلعة مهملة وأشرفت على الدمار ومرّ بها الخياري سنة 1080 هـ (1671م)، ووصفها وصف خبير معماري بقوله:
وهي قلعة محكمة البناء مبنية بالحجر المنحوت الأصفر المائل للحمرة بحيث يشبه الحجر الشميسي
وهي احجار يبني بها أهل مكة دورهم سائر بنائها من ذلك الحجر، وهي (القلعة) مشتملة على خمس أوض سفلية ومثلها فوقها أو أزيد وفي كل أيوان محكم العقد بالحجارة، وللطبقة الثانية درجة من الحجر المنحوت ودرجة أخرى توصل إلى علو الطبقة الثانية. بحيث ان من صعد ذلك رأى الوادي جميعه ومحط الحاج وأحاط بما هنالك.
وكان الخياري شاهداً على مأساة القلعة الجميلة التي لم يمض على بنائها 50 سنة فقال:
ولم يكن لباب القلعة ولا لغرفها أبواب للغلق وأظنها كانت فأزيلت. وعلى الباب حجران مكتوبان في أحدهما (لا إله إلا الله) وفي الآخر أبيات بالتركية يقال انها تاريخ البناء وعلى جانبي الكتفين صورة أسد من نفس الحجارة.. إلى ان ذكر انه لا ماء في تلك القلعة وما حولها:
وبجانب القلعة برّكة مربعة منسقة النواحي والأطراف، لم تر عيني قبلها في الكبر مثلها، وربما يبلغ طولها وعرضها مئة ذراع بذراع العمل تخميناً وحدساً.
وهي مبنية بالحجر من جنس مابنيت به القلعة من لونه وكونه منحوتاً وهي في الأرض بحيث إذا سال الوادي امتلأت فانتفع بها الحاج، وإلى جانبها علمان مرتفعان نحو سبعة أذرع مربعان مبنيان بالحجارة بأعلاهما كوة تشبه المشكاة لكونها غير نافذة ليهتدي بها المارون لذلك المورد.

## رحالة زاروا القلعة
أول من زار المعظم من المؤرخين المدونين بعد بناء القلعة كان الكبريتي الحسيني سنة 1040 هـ / 1631م فقد قال: المعظم وادٍ فيه قلعة عثمانية عمرت سنة 1031 هـ، وذكر الكبريتي أن بركتها لم يكن بها ماء وذكر أن للبركة 25 درجة، وقال غاضباً على المعظم:
ومر بها أوليا جلبي (أحد وجهاء العثمانيين) في عام 1081 هـ / 1672م وعلل انها مهجورة بقوله: (وقد تمكن البدو من الدخول إلى القلعة 1035 هـ بعد استشهاد كل حراسها وحملوا كل مابها وبقيت على حالتها تلك منذ ذلك التاريخ .. محيطها اربعمئة خطوة …كان يجب وضع جنود في هذه القلعة لتامين سبل الحياة في هذه المنطقة لان الذين سياتون إلى هذه المنطقة مالم يجدوا بها ماء فانهم لم يجدوا له اثر في شق العجوز .. هناك بركة بجوار هذه القلعة وقد قام الملعون بن راشد بغلقها في السنة الماضية واطلق النيران على الحجاج ولم يحظ الحجاج بالماء لدرجة ان هلك وتيبس مئات الحجاج وكانوا يرقدون كانهم من الطين الصلصال الجاف…لذا فان المحافظة على هذه القلعة وتعميرها يعد من الفروض الواجبة، بقينا هنا ساعة وبعدها غصنا ثانية في بحر الرمال الا نهائي وسرنا به 18 ساعة)، ثم مر بها المكناسي 1201 هـ / 1787م (ولم ينزل الركب بالمعظم كالعادة لأنه لم يكن فيها ماء فمروا بقلعتها عصراً ولم يقفوا خشية العطش وتمادوا يسيرون بقية النهار والليل كله حتى نزلوا بعد طلوع الشمس بساعة على الدار الحمراء).
وداوتي مر بها بعد 93 سنة من رحلة المكناسي أي عام 1294 هـ / 1877م كاتباً: (بركة المعظم جانبها قلعة مهجورة كانت القلعة هي الأجمل والأعظم على طول الطريق كانت البركة خربه وليس بها ماء لهذا انطلقنا غير متوقفين حيث كان الأمل الوحيد هو بركة الدار الحمراء هذه المنطقة إلى الحجر قليلة الإمطار وفي مدائن صالح لم تمطر في خلال 3سنوات إلا مرة أو مرتين).

## عودة النشاط
وبعد سنوات طويلة من الإهمال بدأ النشاط يعود للقلاع وتم وضع محافظين لها من المغاربة الذين جاءوا مع الأمير عبد القادر الجزائري الذي نفاه الفرنسيون إلى دمشق، وعرف عن المغاربة انهم أقدر على التعايش مع البدو من الأتراك ومن الأشوام بل ان بعضهم تزوج من المنطقة واستوطنوا فالمغربي محب للمغامرة ولا يحن إلى بلده حنين التركي وقد كان عرب الحجاز يعتبرونهم من بني هلال اللذين كانوا في جزيرة العرب قديماً وعندما زار القلعة ايضاً الرحالة والمستكشف الألماني يوليوس أويتنج عام 1301 هـ / 1884 برفقة الرحالة الفرنسي هوبر ووثق هذه الرحلة في كتابة رحلة داخل الجزيرة العربية، كان بالقلعة حارس مغربي من فاس اسمه سي محمد أبو عمرو الشرقاوي برفقة عائلته كتب عنه قائلاً (رحب بنا قائد القلعة - التي لم يكن بها حامية - المدعو سي محمد أبو عمرو الشرقاوي وهو رجل كهل لطيف من فاس احضره عبد القادر الجيلاني إلى هنا وكانت له زوجان وابنان وبرفقته صهره ورجل آخر بدعى احمد قدم لنا القهوة والتمر وفي المساء قدم لنا الارز) 

## وصلات خارجية
- أشهر 5 قلاع تاريخية في تبوك
- قلعة المعظم
- رحلة إلى قلعة المعظم